# La Coronada
La Coronada é um município da Espanha na comarca de La Serena, província de Badajoz, comunidade autónoma da Estremadura, de área 81,2 km². Em 2021 tinha 2 175 habitantes (densidade: 26,8 hab./km²).

## Demografia
| Variação demográfica do município entre 1991 e 2004 | Variação demográfica do município entre 1991 e 2004 | Variação demográfica do município entre 1991 e 2004 | Variação demográfica do município entre 1991 e 2004 |
| --------------------------------------------------- | --------------------------------------------------- | --------------------------------------------------- | --------------------------------------------------- |
| 1991                                                | 1996                                                | 2001                                                | 2004                                                |
| 2542                                                | 2513                                                | 2389                                                | 2340                                                |